# Son Tae-jin
Son Tae-jin (kor. 손태진, ur. 5 maja 1988 w Kyŏngsan) – południowokoreański zawodnik w taekwondo, mistrz olimpijski.
Jeden raz startował w igrzyskach olimpijskich. W 2008 roku w Pekinie zdobył złoty medal olimpijski w kategorii wagowej do 68 kg.